# 마술사왕

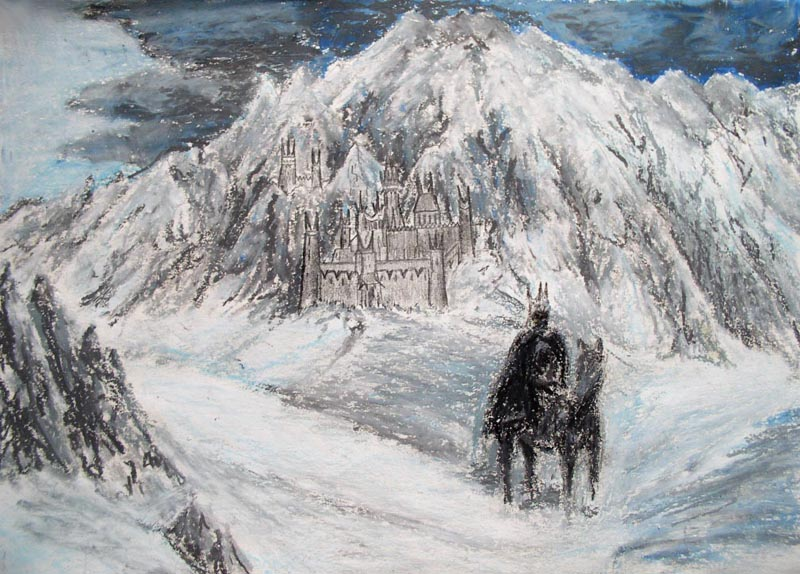

마술사왕은 사우론의 하수인으로 활동한 나즈굴 중 하나이며, 태양의 2시대와 태양의 3시대라는 긴 시간에 걸쳐 사우론의 의지에 따라 악행을 저질렀다.
일명 사우론 손에 들린 악의 투창이라 묘사된다.
펠렌노르 평야에서 자신의 최후에 대한 예언으로 인해 방심했기에 예언대로 로한의 여성 에오윈에게 죽임을 당한다.

## 개요
태양의 2시대, 사우론이 에레기온의 켈레브림보르와 함께 만든 힘의 반지가 사우론의 악한 뜻을 이루기 위해 인간에게 전해졌는데, 총 20개의 반지 중에서 9개의 반지가 인간 중에서도 특출난 존재들에 의해 쓰여진다. 인간은 요정이나 난쟁이보다 악에 대한 저항이 약해 힘의 반지를 얻은 9명의 반지 소유자들은 모두 타락하여 사우론의 의지에 따르는 종이 되었다. 그것은 힘의 반지에 대한 욕망으로 절대로 반지의 본래 주인 사우론의 뜻을 거스르지 못하는 이유에서였다.
그렇게 타락한 인간들은 이후 나즈굴이라는 이름으로 불리며, 세상에 악을 퍼뜨리는 일에 동조했다. 나즈굴들의 군주는 바로 마술사왕이었고 그는 사우론 다음으로 악행을 저지르는 자유 세력들의 적이었다.
그는 태양의 3시대에 북왕국을 모조리 멸망시켰으며, 남왕국 곤도르에게도 국력에 큰 손상을 주었다.

다만, 펠렌노르의 전투에서 뜻밖의 존재에게 죽임을 당하게 되는데, 그의 죽음은 
| “ | 남자는 나즈굴을 이기지 못한다. | ” |

라는 약간의 예언같은 이야기에 따라 성인 남성은 나즈굴을 죽이지 못하였고 천하무적이라고 해도 과언이 아니었다. 하지만 곤도르의 동맹국 로한의 왕 세오덴의 조카인 여자 에오윈에게 공격을 받아 세상에서 사라지게 되었다. 이로 인해서 곤도르는 다시금 로한과 함께 반격하게 되고, 결국 전쟁에서 승리하기까지 우세를 점하게 되었다.